# Внутригрупповой фаворитизм
Внутригрупповой фаворитизм (от греч. favor — благосклонность), также ингрупповой фаворитизм, групповой фаворитизм — социально-психологический феномен, выражающийся в тенденции каким-либо образом содействовать членам собственной группы в противовес членам другой группы. Это может быть замечено как во внешне наблюдаемом поведении члена группы, так и в его социальной перцепции (формирование мнений, суждений и т. п.).
Этим феноменом занимались в русле теории социальной идентичности (Тэшфел, Тэрнер). и теории реального конфликта (Кэмпбелл). Г. Тэшфел (автор теории социальной идентичности) использовал этот феномен в объяснении приоритета процессов социальной категоризации и социальной идентификации в детерминации поведения индивида. В теории социальной категоризации причиной межгрупповых столкновений считают конфликт их интересов в условиях конкуренции за ограниченные ресурсы, при этом для начала конфликта достаточно, чтобы одна сторона считала другую соперником.

## Интерпретация феномена

### Соревнование
Теория реального конфликта говорит о том, что конкуренция между группами за ресурсы влияет на внутригрупповые процессы и провоцирует негативную реакцию на членов группы-соперника. Музафер Шериф вместе с коллегами провел эксперимент «Летний лагерь» (англ. Rover cave study), который показывает проявление ингруппового фаворитизма из-за условий, в которых возникает конкуренция. 22 одиннадцатилетних мальчика, отдыхавших в летнем лагере, были разделены на 2 группы. Между этими группами происходили соревнования за вознаграждение. Аутгрупповая враждебность при этом росла, а внутригрупповые связи усиливались.

### Самооценка
Теория социальной идентичности утверждает то, что одна из важнейших детерминант групповых предубеждений — это потребность в повышении своей самооценки. Желание видеть себя в лучшем свете переносится на группу, и появляется тенденция воспринимать свою группу положительно, а другие группы с негативной стороны. Генри Тэджфел исследовал эти процессы и искал психологическую основу появления внутри- и аутгрупповых предубеждений.

### Биологические причины
Карстен де Дрю исследовал влияние окситоцина на развитие доверия к людям, имеющим схожие характеристики (входящие в группу «мы»), что в свою очередь влияет на кооперацию и фаворитизм между этими членами одной группы.

### Самоидентификация и социальная идентичность
В теории социальной идентичности важный компонент Я-концепции связан с членством человека в социальной группе и его категоризации. В процессе участия человека в разных группах происходит: (1) Категоризация, которая выделяет различия между «Мы» и «Они» и схожесть между членами группами (включая самого человека). (2) Самосовершенствование, которое происходит за счёт группы, её аттитюдов, чувств, поведения, которые помогают максимально увеличить различия между группами «Мы» и «Они».

## Факторы
Факторы, влияющие на степень выраженности ингруппового фаворитизма:
1. Сходство, сравнимость групп между собой (Тэрнер, 1978);
2. Стабильность и законность статусных различий между группами (Тэрнер, Браун, 1978);
3. Принадлежность к большинству или к меньшинству (Пэшле, Дармон, 1978);
4. Форма организации межгруппового взаимодействия (Кузнецов, 1976);
5. Последовательность или одновременность совместной деятельности (Эрхардт);
6. Цели взаимодействия;
7. Критерии оценки;
8. Степень зависимости индивида от группы;
9. Успех или неудача.

В естественных условиях эти факторы могут действовать в комплексе, усиливая или уменьшая эффект друг друга. Эксперименты Тэшфела и его коллег производились в основном в стерильных лабораторных условиях, вследствие чего, минимизировали влияние других факторов, которые могут возникнуть в естественных условиях. Кроме ингруппового фаворитизма может возникать и аутгрупповой фаворитизм. В. Агеев указал на проблему расширения знаний об естественных условиях возникновения этих феноменов и прослеживания тенденции, которую можно представить графически (рис. 1). Заштрихованная область — наблюдается обычно в лабораторных условиях и обусловлена преимущественно когнитивными факторами — процессами социальной категоризации, социальной идентификации и межгруппового сравнения. В. Агеев предполагает, что при конкретных социальных условиях и какие факторы будут играть решающую роль в этом изменении.

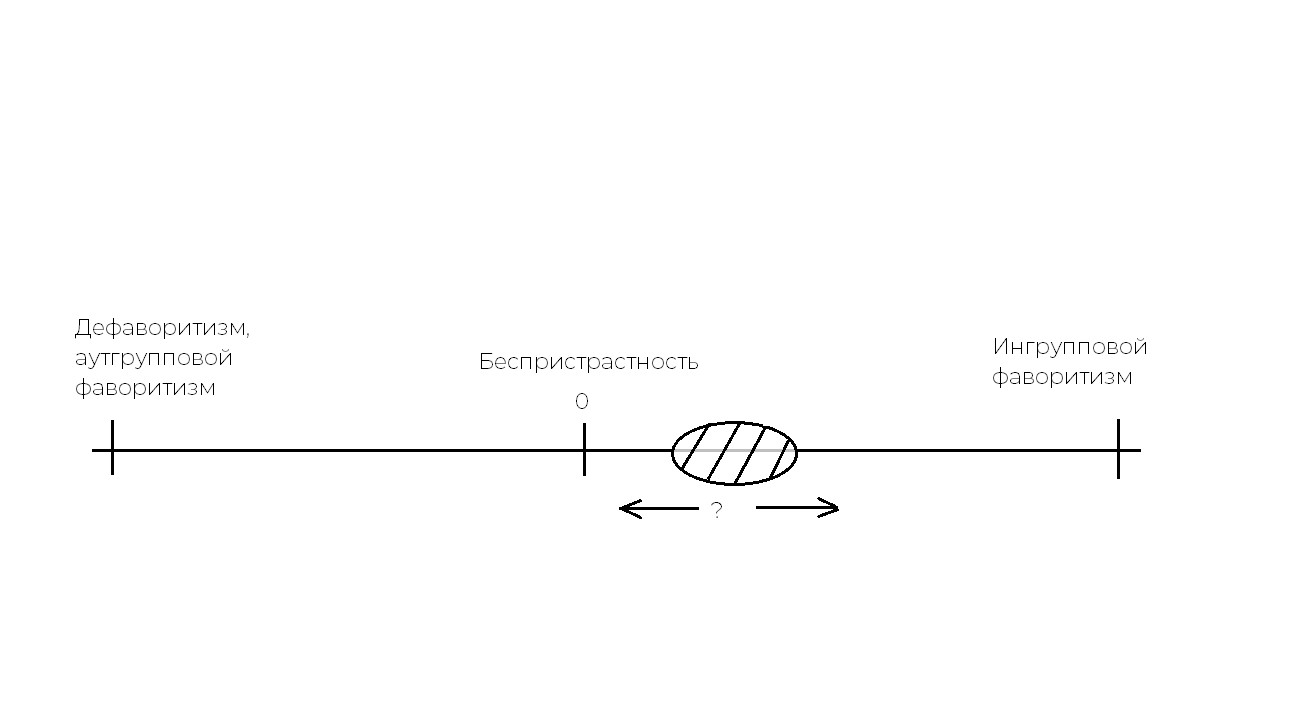
Альтернативы развития эффектов ингруппового фаворитизма

Можно разделить факторы возникновения ингруппового фаворитизма на ситуативные (социальные) и когнитивные (психологические). По мнению В. Агеева когнитивные факторы играют фоновую роль в этом процессе.
Трудно оценить эффект ингруппового фаворитизма с точки зрения его опасности или пользы для общества или группы. Большую роль ингрупповой фаворитизм играет в процессе образования и развития малой группы на ранних стадиях. Он влияет на сплоченность группы и отражает степень значимости, степень привлекательности группы для индивида. Также этот эффект положительно коррелирует с эффективностью деятельности малой группы в организации (И. Р. Сушкова (1984)).

## Дефаворитизм
Негативной стороной ингруппового фаворитизма является дефаворитизм. С точки зрения социальной желательности отсутствие выраженного ингруппового фаворитизма или дефаворитизма является благоприятным для общества. Это связано с тем, что дефаворитизм влечёт за собой прекращение существования группы. Ингрупповой фаворитизм связан с группоцентрированностью, враждебностью, предвзятостью, дискриминацией (явления дифференцирующего характера). Этим феноменам противостоят явления интегративного характера:
1. Групповая аффилиация — феномен, связанный с вхождением малой группы по объёму в более крупную группу и их взаимодействием.
2. Групповая открытость — феномен, связанный с открытостью группы по отношению к другим группам, к их оценкам и различного рода взаимодействиям.
3. Межгрупповая референтность — феномен, заключающийся в том, что для группы важна потребность в обращении к значимой внешней группе, которая выступает либо как носитель определённых ценностей и норм, либо выполняет роль отражения внешнего мира.

Оба типа процессов (интеграции и дифференциации) важны для групп. Дифференциирующие процессы помогают в создании аутентичности и идентичности группы, её отличий от других групп, укреплению границ. Процесс интеграции, наоборот, помогает группе взаимодействовать с остальными, избегая полную изоляцию и отделенность от общества, обеспечивая обмен и приобретение предметного, социального и культурного опыта.